# Eupithecia signigera
Eupithecia signigera là một loài bướm đêm trong họ Geometridae.